# スモーキー・ユニック
ヘンリー・"スモーキー"・ユニック(ヤニックとも、Henry "Smokey" Yunick [ˈjuːnɨk]、1923年5月25日 -  2001年5月9日)は、アメリカ人で、モータースポーツの整備士であり、レーシングカーのデザイナーである。ユニックは黎明期のNASCARに深く関与し、恐らくはその経歴の多くを最もNASCARに関連付けられた人物でもある。彼はレーサー、デザイナーとしてNASCARに参加し、その他のモータースポーツに関連した仕事を行ったが、彼はNASCAR史上に名を残す最高のメカニック、ビルダーおよびクルーチーフの一人としても知られていた。

## 概要
ユニックはNASCARのメカニックとして過ごした期間中、彼のチームは延べ50人の最も著名なドライバーを擁し、スプリントカップ・シリーズで57勝を収め、1951年と1953年にはハーブ・トマスのドライビングで2度の年間チャンピオンを獲得している。
彼は頑固な性格で知られており、1961年のデイトナ500にユニックが手掛けたストックカーを運転して勝利したマービン・パンチは、「これまでのどんなエンジンよりも良かった」と述べた。ユニックのトレードマークは白い作業着とボロボロのカウボーイハット、そして葉巻とコーンパイプ、あるいは各種のブライヤパイプであり、20年以上に渡りほぼ全てのNASCARレースやインディアナポリス500のピットの風物詩であった。1980年代に彼はCircle Track誌に技術的なコラムである「Track Tech」を執筆した。1990年には国際モータースポーツ殿堂入りを果たした。彼は一方で長年に渡りNASCAR殿堂には選出されていない。

### 前半生
ウクライナからの移民の息子として誕生したユニックは、ペンシルベニア州ネシャマニーの農場で育った。彼が16歳の時父親が死去し、農場を継ぐために学校を中退しなければならなかった。しかし、これにより彼の機械的機器を即興的にチューニングする才能を発揮する機会が与えられた。例えば、ポンコツ車の残骸からトラクターを作り上げたり、余暇にはレース用オートバイを制作したりした。いつしか彼はその自製のオートバイの白煙を上げながら疾走する挙動に由来する「スモーキー」というあだ名が与えられた。
アメリカ合衆国が参戦した第二次世界大戦では、ユニックは1941年よりアメリカ陸軍航空隊に従軍し、「スモーキーと彼の消防士」の愛称のB-17フライングフォートレスの操縦士として、ヨーロッパ各地で50以上の作戦に参加した。彼は第15航空軍第97爆撃群(重)に所属しイタリアのアメンドーラ航空基地に配置された。欧州戦線終結後は太平洋戦線に転属した。第二次世界大戦の終結と共に除隊、その後1946年にユニックは結婚し、訓練飛行で上空を飛んだフロリダ州デイトナビーチに、「ここは温かくて景色もいい場所だぜ」として移住した。

### スモーキーのガレージ
1947年、ユニックは「街にオレ以上に良いメカニックがいなかったから」という主張の下、デイトナビーチの海岸通りに「スモーキーの街で一番クソッタレなガレージ(Smokey's Best Damn Garage in Town)」の屋号でトラック修理工場を1987年まで開業していた。革新的な整備技術の遺構であったガレージは、2011年4月25日に火災により焼失し、2016年現在ではブロック塀の一部を除いてほとんど現存していない。

### 自動車レース

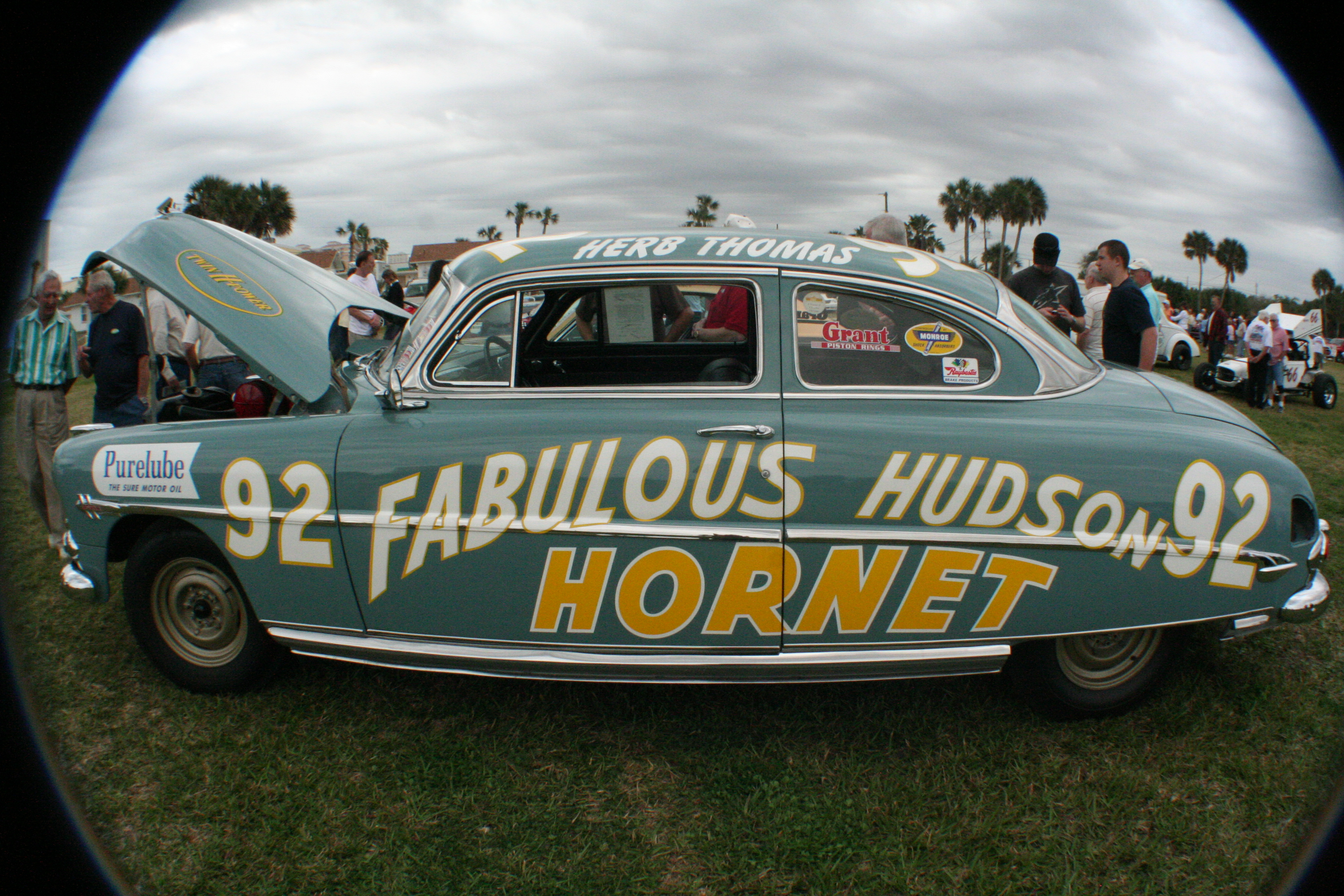
カーナンバー#92 ファビュラス・ハドソン・ホーネット、ハーブ・トマス車。1951年グランドナショナルシリーズを制し、後に映画「カーズ」のドク・ハドソンのモデルともなったこの車両は、ユニックがチーフメカニックとして手掛けた車であった。

ユニックが腕の良いメカニックとして街で評判が広がった際、地元のストックカーチームのオーナーであったマーシャル・ティーグは彼をチームに引き入れるために招待し、ユニックもストックカーには完全に慣れていないにもかかわらずこれを受諾した。ユニックは所属ドライバーのハーブ・トマスのためにハドソン・ホーネットを整備し、サウスカロライナ州ダーリントンにて開催された1951年シーズン第24戦ボージャングル・サザン500(1951年のサザン500)にて勝利を収めた。

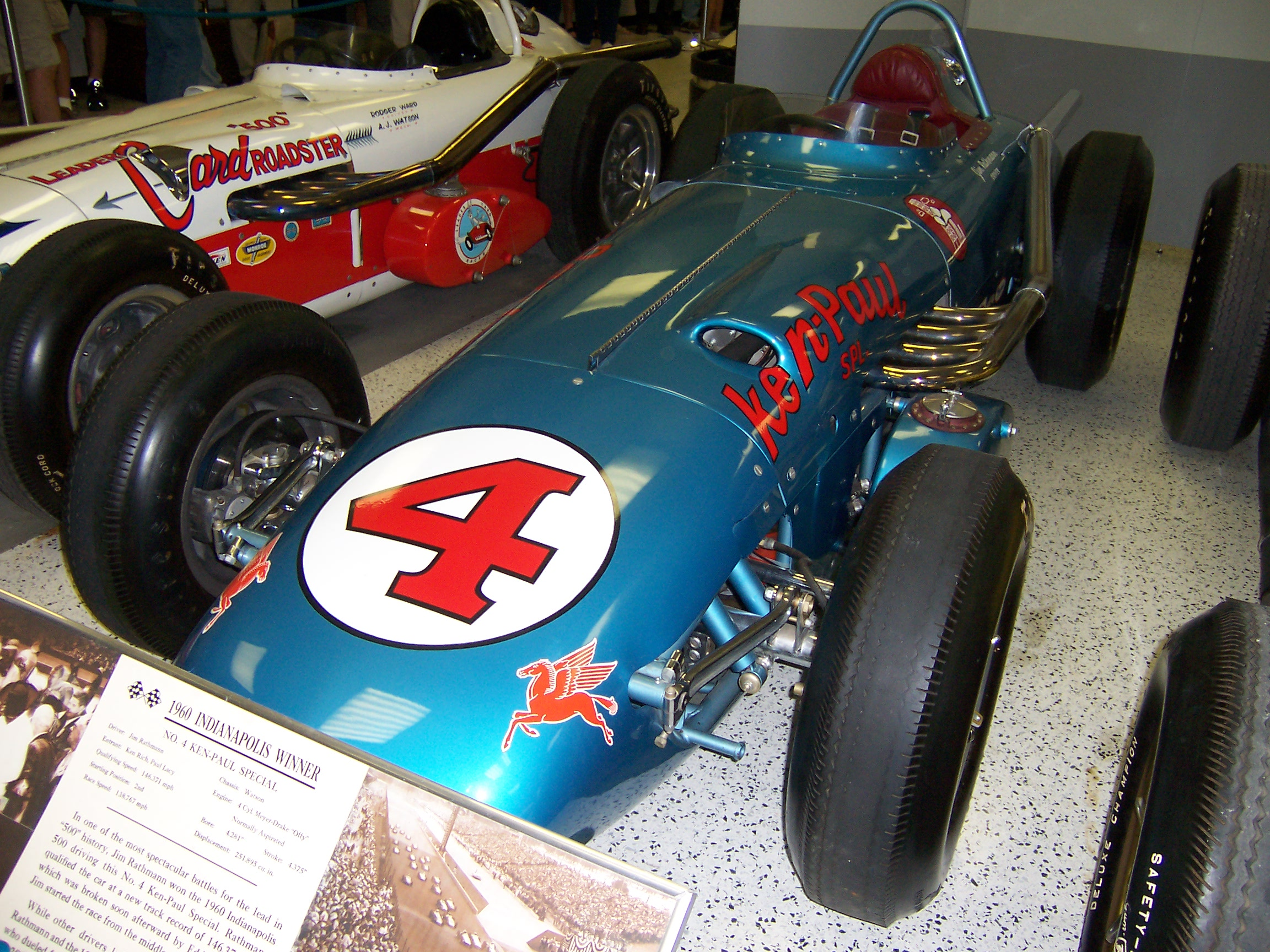
1960年インディ500優勝車「ケン・ポール・スペシャル」。ユニックはこの時日系2世のチーフメカニック、タケオ・"チックル"・ヒラシマ(1912年5月4日-1980年12月25日)の下でこの車両を手掛け、2001年に公開された生前のインタビュー記事で、ユニックは「チッキーと共に最高の仕事が出来た一日だった」と述懐していた。

1958年から1973年の間、ユニックはインディアナポリス500に参戦し、彼の手掛けた車は1960年のインディ500にジム・ラスマンのドライビングにより勝利している。彼の革新は、1959年に通常のエンジンとは逆方向に回転するエンジンを搭載してエンジンの回転力により生ずる車体側の反発力を利用する事でコーナリング時の安定性向上を目指した「リバーストルク・スペシャル」、1964年には車体の側面に操縦席を取り付けて、ラジエーターの開口部を確保しながらも前方投影面積を小さくできる双胴デザインの横鞍（サイドサドル）仕様とした「ハースト・フロアシフター・スペシャル」(カプセルカーとも通称される)、1962年にはジム・ラスマンが乗車するワトソン・ロードスターの上方にルーフスポイラーを装着、それまで空力付加物を一切装着しないデザインが当たり前であったオープンホイールカーの常識を永遠に変えてしまう嚆矢となる「シモンズ・ビスタ・スペシャル」を制作した。ドライバーの直上にマウントされダウンフォースを増大させるように設計されたルーフスポイラーを装着したラスマン車は、インディアナポリス・モーター・スピードウェイ史上過去に前例がないコーナリング速度に到達するも、抗力が過剰であったためにストレートでの速度は伸び悩みラップタイムは却って遅くなってしまった。ラスマン車の旋回速度に驚愕したアメリカ合衆国自動車クラブ(USAC)は、直ちにスポイラーの使用を禁止したが、彼らは間もなく競合カテゴリーであるCan-AmやF1にスポイラーが出現し始めた事を受けて、1970年代初頭に再びスポイラーを解禁した。ユニックはまた、ドラッグレースにも参加した。

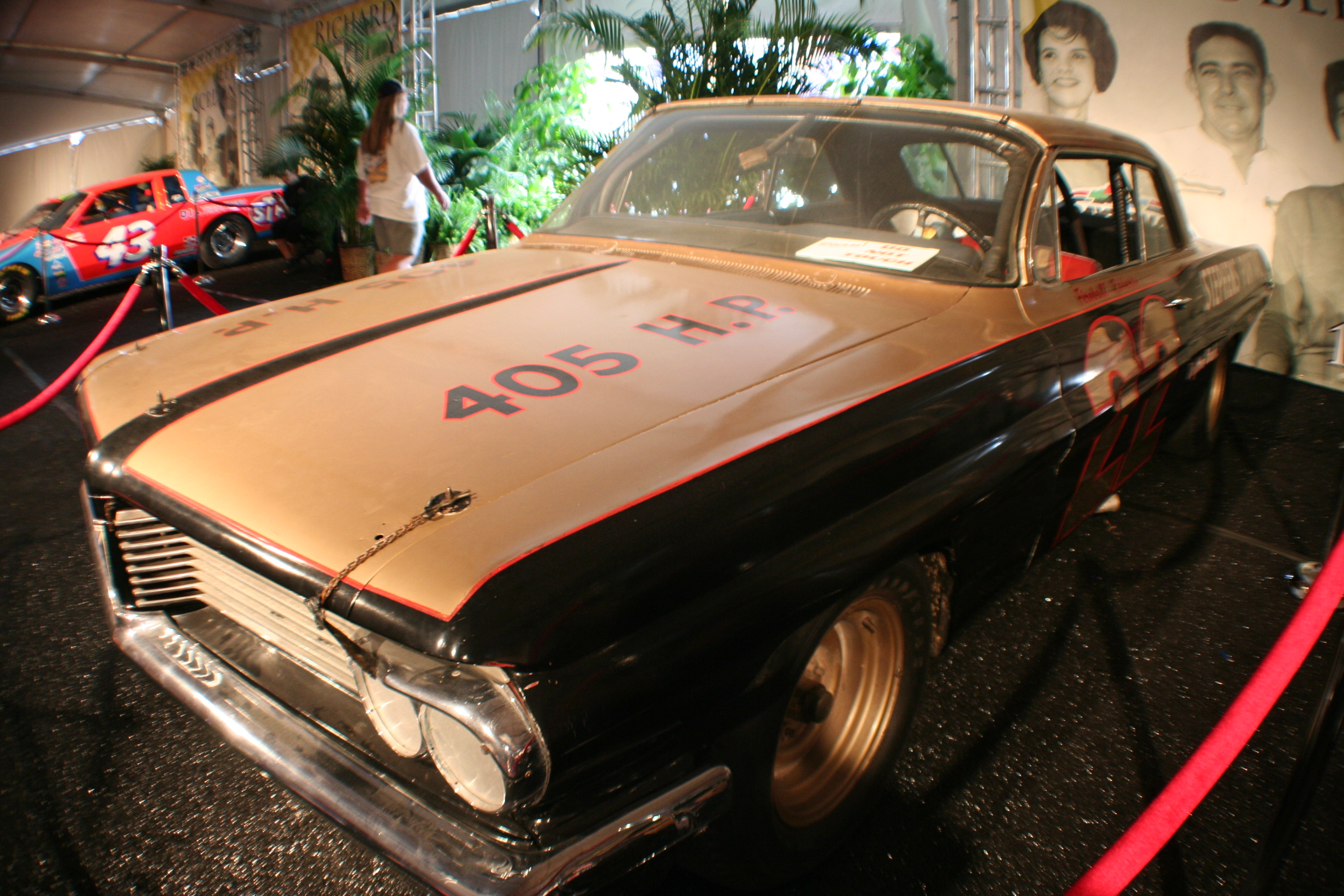
ファイアーボール・ロバーツのドライビングで62年のデイトナ500を制した#22ポンティアック・グランプリ

ユニックはそのレース履歴の中で自動車産業の代表との接触に至り、フォードやポンティアックをNASCARに参戦させる努力をしたばかりでなく、非公式ながらもシボレーのワークス・チームともなった。ユニックはシボレー・スモールブロックエンジンの高性能化のための設計やテストの双方に携わった。ユニックは1955年と1956年にシボレー、1957年と1958年にフォード、1959年から1963年に掛けてポンティアックでレースに参戦した。そしてユニックはポンティアックでデイトナ500に勝利する初めてのチームオーナーとなった。ユニックが手掛けたポンティアックは1961年のデイトナ500と1962年のデイトナ500に勝利、親友であったファイアーボール・ロバーツのドライビングにより、1961年から1963年のデイトナ500まで3回のポールポジションを獲得した。
1964年のワールド600(シャーロット・モーター・スピードウェイ)にて、ファイアーボール・ロバーツはクラッシュにより大火傷を負い、40日後に死亡した。ロバーツの死を契機にユニックはこのような悲劇が繰り返されないよう、NASCARの安全性の向上のための運動を開始した。彼の建議はNASCARのオーナーであるビル・フランス・シニアには繰り返し却下され続け、1969年を最後にユニックはNASCARから撤退した。1969年から1970年に掛けてのNASCARは、市販車そのものの車体を使用するストックボディからパイプフレームボディへの過渡期であり、また、エアロダイナミクスについてもプリムス・スーパーバードに代表される、極めて高度な開発施設と高額な開発費用が要求されるエアロ・ウォリアーズが台頭し始めており、ユニックのような経験則に基づく空力設計の深い見識と高度なボディパネル加工技術を持ち、誰も思いつかないような斬新なアイデアを車両チューニングに採り入れる柔軟性も兼ね備えた技能者が活躍できる余地が次第に無くなりつつある時期でもあった。

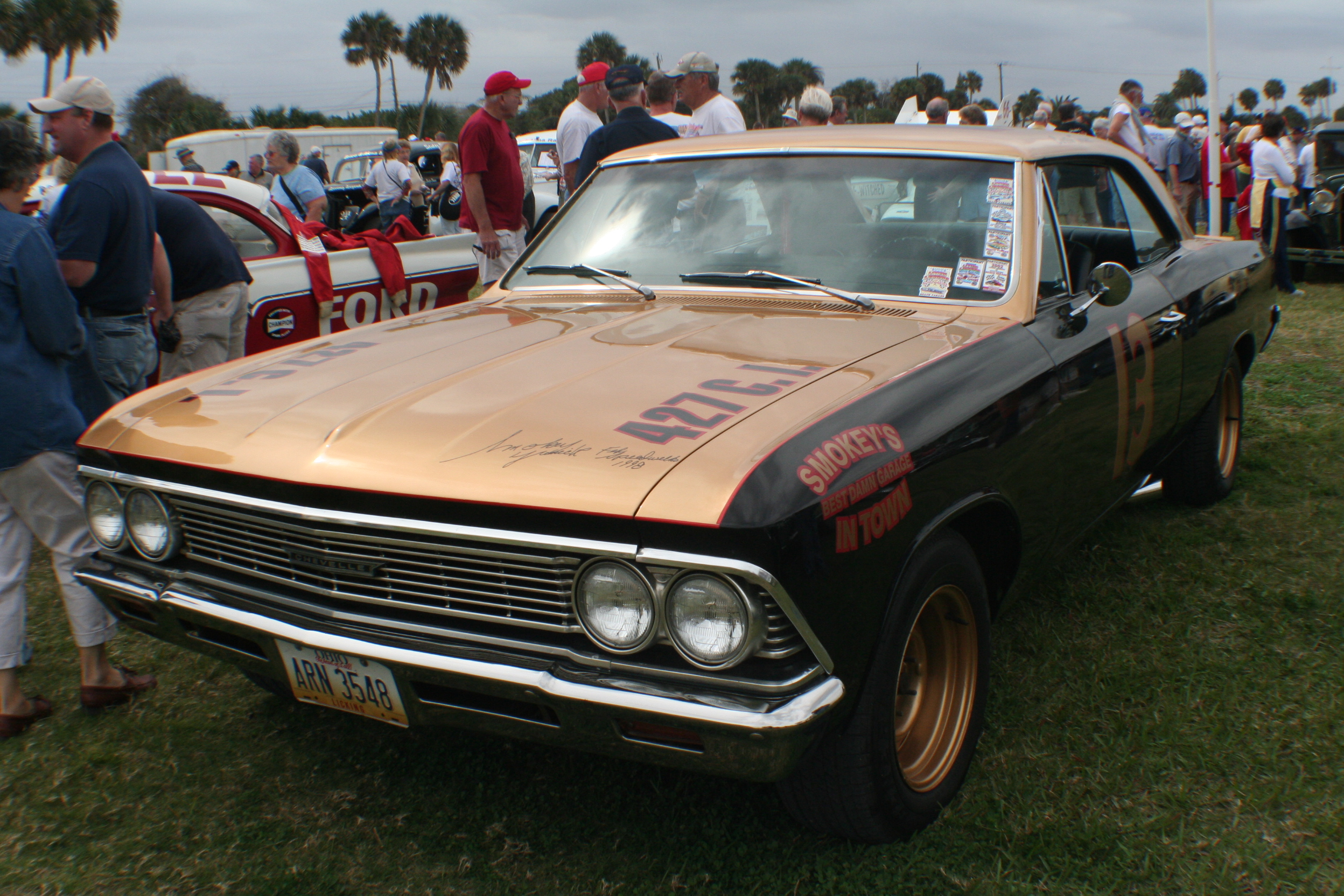
カーナンバー#13 1966-67年式、シボレー・シェベル、カーチス・ターナー車。有名な車体縮小の改造が行われた年の車両だが、デイトナ500の予選周回速度が180マイル/時(290km/h)に到達した初の車両でもあった。ユニックは黒地に金の派手なツートーンカラーや、#13などの西洋では不吉とされる数字をカーナンバーとする事を好んだ。

最も成功したレーサー達と同じように、ユニックは規則のグレーゾーンを跨ぐ達人でもあった。恐らく彼のもっとも有名な悪巧みは、1966年にカーチス・ターナーがドライビングしたカーナンバー#13のシボレー・シェベルだろう。この車は他の多くの車よりもずっと速かったため、主催者は彼が何らかの不正を行っている事を確信していた。それはある種のエアロダイナミクス強化策が施されている事が強く疑われていたが、車の諸元自体は一見するとストックカーの規則に完全に合致しているように見えていた。最終的に、ユニックが屋根と窓を下げ、フロアを上げる修正を施す事で市販車両の7/8のサイズの車体を制作していた事が発覚した。それ以来NASCARは市販車両の正確な車体形状を測定するためのテンプレートを制作し、各レースカーの屋根とボンネット、トランクがそれに合致している事を要求するようになった。
ユニックの別の即興の不正は、燃料タンクの最大容量規制よりも更に5ガロン(19リットル)を追加するために、燃料ラインの配管に2インチ(5cm)直径で11フィート(3m)の長さのコイルを使用した事であろう。NASCARの役員はオーバルトラックに出走するユニックの車に対して、9項目の点検項目を考え付いた。疑い深いNASCARの役員は検査のために燃料タンクを取り外した。しかしユニックは燃料タンクのない車のエンジンを始動し、「10番目の項目を追加するこったな」と言い残して悠然とピットへ引き返した。ユニックは燃料タンクの検査の際には膨張し、レースの際には収縮するバスケットボールを燃料タンク内に仕込んだりもした。
ユニックはルールブックにて禁止が明言されていない様々な発明、オフセットシャーシやフロアパンの底上げ、ルーフスポイラーなどのエアロダイナミクスの改善や、本来はかつて彼自身が戦っていたナチス・ドイツの航空機技術であった亜酸化窒素噴射、自身のB-17に襲い来るドイツ空軍機の記憶から着想を得たとされる双胴のカプセルカー、回転反力(カウンタートルク)対策で逆回転エンジンを用いる事が珍しくない双発機の概念を自動車レースに持ち込む等、様々な革新的なアイデアに基づくその他の改造を行った。ユニックは自伝の中で「他のヤツらは皆オレの10倍は悪い事やってたぜ」「だからオレの不正は自己防衛でもあったのさ」と書き残している。ユニックの成功は、航空機の軍務経験の中で培われた自身のエアロダイナミクスの専門知識をレーシングカーに応用した事であった。
別の事件では、ユニックはリアタイヤを覆い隠す形状のリアフェンダーを持つシボレー・シェベルでレースに現れた。この改造により車体はエアロダイナミクスが改善されていたが、他のチームは笑いながら「ヤツはピットストップの際にどうやってタイヤを交換するのか？」と不思議に思っていた。予選後にユニックは速やかにリアフェンダーの開口部を切り取った。他のチームはNASCARに彼の行為を告発したが、スモーキーは「ルールではオレはリアフェンダーを切り取っても良い事になってるぜ。だって、オレがいつリアフェンダーを切り取っちゃダメなのかは一切書いてねえんだからな。」と言い放った。

### レースキャリアの終盤
ユニックのメカニック兼オーナーとしての活動はストックカーは1969年、インディカーは1973年までである。1960年代末期はバンキー・ブラックバーンのドライビングで多くのストックカー競技に参加している。特筆すべき事績としては、ユニックは1967-68年式シボレー・カマロ (初代)Z-28をTrans-Amシリーズ向けに改造。この車両はTrans-Amでこそ未勝利に終わったが、1967年10月のボンネビル・ソルトフラッツでは174マイル/時(280km/h)の世界記録を叩き出した。この年はバート・マンローが1,000cc級オートバイでの世界記録を樹立した年でもある。ユニックは302ciのスモールブロックと396ciのシボレー・ビッグブロックエンジンのV8を持ち込んだため、記録上は305-488ciの市販車B級と188-305ciの市販車C級の双方に該当する可能性があり、場合によっては失格となりうる議論を巻き起こす可能性もあったが、ユニックはむしろそうした主催者との揉め事を楽しみにしている傾向すらあったという。後にこの車両はイェンコ・カマロなどのハイチューン車の販売でも知られるチューナー兼ドライバーのドン・イェンコに売却され、幾つかのレースで勝利を記録している。この車両はユニックの典型的な流儀として、市販状態のカマロの車両重量の減少のために酸に浸されて厚さを薄くしたボディパネルと薄い窓ガラスを装着された。エアロダイナミクスの向上のためにフロントガラスはより下向きに傾斜され、4つのフェンダーは全て拡幅され、フロントの車高を下げるためにフロントサスペンション自体をより高い位置にマウントできるZ形状のサブフレームが与えられた。フロアパンはローダウンに併せてより上方に取り付け直され、その他の多くの改良が施された。ユニックの空力設計への拘りを示す改良として、ドリップレール(ルーフの雨樋)すらもエアロダイナミクスを向上するための形状変更が行われた。エンジンオイルシステムへのコネクタがキャビンの内部に引き込まれ、ドライバーがピットストップ中にエンジンオイルを加圧ホースを用いて補充できるようになっており、シートベルトはドライバーの安全性を担保しながらも運転の自由な動きを妨げないように、肩ハーネスは軍用ヘリコプターからケーブルラチェット機構を含む形で改良されて取り付けられた。この車両は1993年にエーデルブロック創業者であるビック・エーデルブロック・ジュニアの手でレストアされている。ユニックは1960年代の初頭には後のSAFERバリアの先駆けとも言える最初期の「セーフ・ウォール」をベニヤ板と古タイヤを用いて設計するも、よりスリルを求める当時のNASCARファンの世論に反していた事もあり、当時のNASCARはこの提案を受け入れる事は無かった。ユニックは1961年にはストックカー用のエアージャッキを発明しているが、NASCARはこれも適切とは判断せず、現在に至るまで人力以外のジャッキを認可していない。
1969年にはカーナンバー#13のフォード・マスタングでグランド・アメリカンシリーズに参戦し、タラデガ・スーパースピードウェイでの「Bama 400」にてポールポジションを獲得しているが、本戦はロッカーアーム破損によるエンジンブローで途中棄権に終わった。このマスタングはボス302・マスタングと呼ばれる、当時複数存在したレース参戦のための特別グレードの1つであったが、ユニックは車体購入時に装着されているフォード謹製のレース用特別装備の殆どがNASCARのレースには何の役にも立たないと判断して放棄し、オリジナルの状態で維持されているのは定番のカラーリングである黒金ツートーンカラーの黒の部分のみ、と言える程車体のあらゆる個所に徹底した手が加えられたという。NASCARスプリントカップからストックボディ車が事実上締め出されていく中、ユニックにとってはグランド・アメリカンやTrans-Amはポニーカーという市販車両そのものの車体で勝負できる数少ない場であったが、グランド・アメリカンは1972年をもってシリーズ消滅、Trans-amも1972年のTrans-amシーズンを最後にシリーズの大幅な縮小を余儀なくされてしまう。
アメリカではポニーカーによるストックカーレースは1972年の「黄金期」を最後に終焉したと考えられており、IMSA GTチャンピオンシップなどのより高度なスポーツカーレースの台頭、1971年8月のニクソン・ショックによるブレトン・ウッズ体制の崩壊に始まる米国内の輸出産業の低迷、最後には1973年10月の1973年石油危機と自動車排出ガス規制によって、アメリカ車のマッスルカー市場は致命的な打撃を受け、その後はポルシェやフェラーリ等の富裕層向けのエキゾチックカーと、ダットサン・510に代表される安価で高性能な日本車やアルファロメオ・105/115シリーズ・クーペに代表される小柄なヨーロッパ車がアメリカのツーリングカーレースシーンを席巻していくようになる。ユニックはストックカーから次第に手を引いていった理由について余り詳細を書き残していないとされるが、この時期を境にチームオーナーとしての活動を辞め、若手のプライベーターに細々と自身の手掛けたポニーカーを供給するのみとなった。ユニックが手掛けた車両の最後の目立った参戦記録は、ユニックの親友であったA.J.フォイトが出資者として付き、オレンジ色に塗装されたカーナンバー#79の1970-71年式カマロZ-28で、スウェード・サベージが1971年のTrans-amワトキンズ・グレン戦へ出走した事である。

### 最後の挑戦

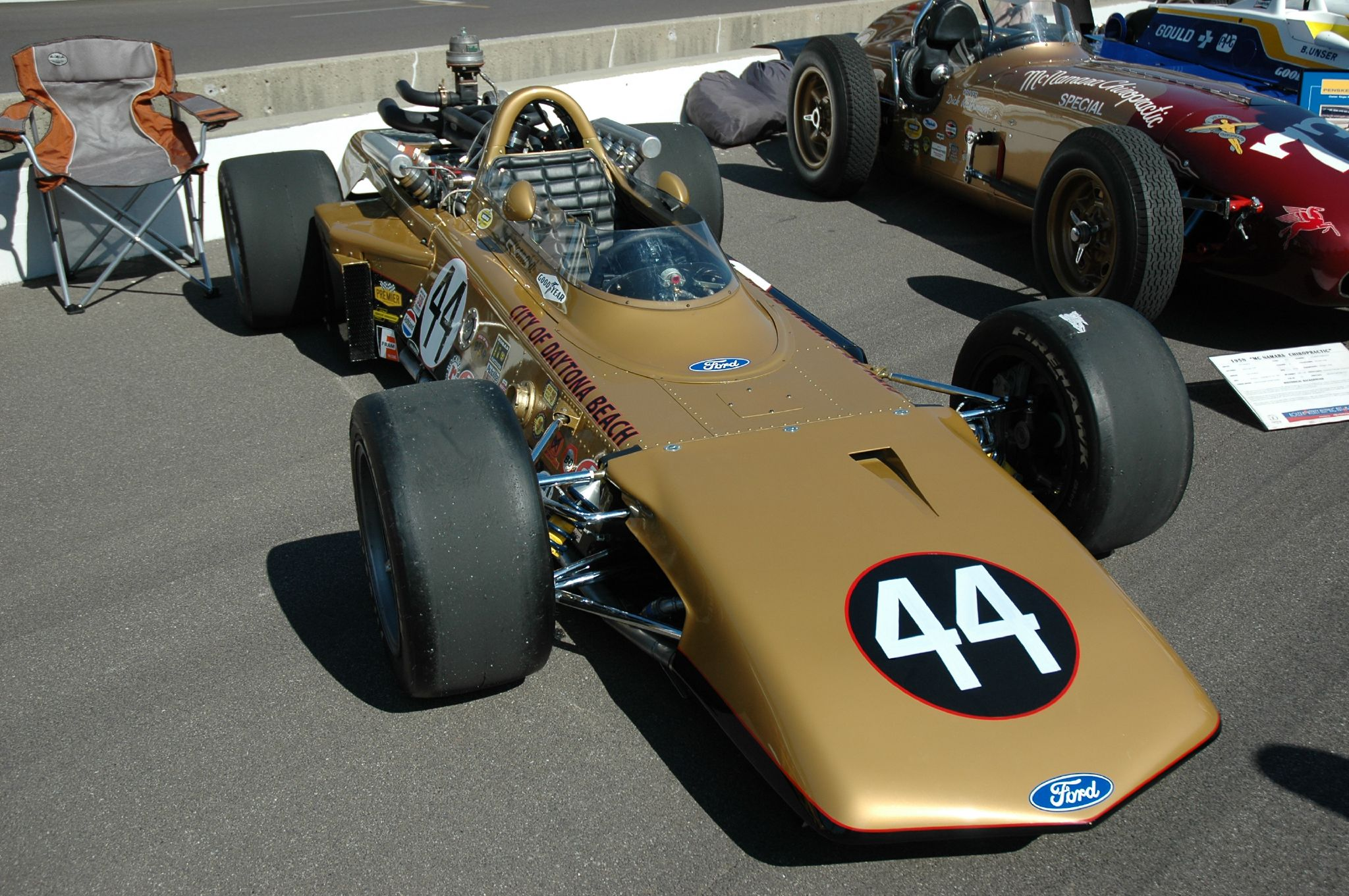
1969年インディ500に参戦したイーグル-フォード、ジョー・レオナルド車。

市販マッスルカーによるストックカーカテゴリーが衰退していく中、ユニックはインディ500への参戦に力を注いだ。1969年のインディ500では6位入賞を記録していたが、その後数年の空白期間を置いて、1972年からはオール・アメリカン・レーサーズの新型シャーシ、イーグル72を購入して独自の改造を施していく。ユニックが購入したシリアルナンバー#7208のイーグル72は、当時の上位陣がオッフェンハウザー等が製造する小型の159ci(2.61L)直列4気筒ターボエンジンを採用する中、シボレー製209ci(3.42L)V型8気筒をベースにインディ史上唯一のツインターボという構成で挑戦を開始、1972年のインディ500には間に合わなかったが、翌年1973年のインディ500では、ジェリー・カールをドライバーに起用して、予選を28位で通過。本戦では過去にユニックが手掛けたフォード・トリノ・コブラで1969年のNASCARグランドナショナル・シリーズに参戦した経験もある、元チームメイトのスウェード・サベージが、かつての親友ファイヤーボール・ロバーツと同じように全身に大火傷を負う大事故(サベージ本人は33日後に死亡)を起こし、その救助活動中サベージのチームメイトのピットクルー1名も大混乱の中でオフィシャルの救急車に轢き殺される二次事故が誘発されるという、インディ500史上でも希な大荒れの展開となる中、カール車は111周の周回遅れを記録しながらも26位完走を記録。これがユニックの最後のチームオーナー活動となった。ユニックが手掛けたV8ツインターボのイーグル72#7208自体はその後も1975年までジェリー・カールの手でインディ500への出走を続け、1975年のインディ500では13位完走を果たしている。
現在、ユニックのイーグル72ツインターボは、インディに実際に参戦した#7208がハースト・フロアシフター・スペシャルと共に本田技研工業により購入され、ツインリンクもてぎのホンダコレクションホールに所蔵されているほか、レース参戦履歴は不明ながらも73年インディのリザーブカーとして制作されたものと見られる#7226の個体がアメリカ人コレクターの手で所蔵されている。また、ツインターボエンジン単体も205から209立方インチの異なる排気量で複数製造されたとみられ、
今日現存する205ciのエンジンは1300馬力を発揮したとされている。

### 「伝説」のメカニック
ユニックは数々の不正行為で悪名を轟かせたメカニックであるが、一方でその独創的なアイデアと飽くまでもレーサーや観客の人命を尊重し続けた姿勢、時として主催者との衝突も辞さない反骨精神から、アメリカ本国ではNASCARにおける「レジェンド（伝説）」の一人であると見做される存在でもある。ユニックの功績は様々なサブカルチャーでもしばしば引用されており、ウォルト・ディズニーとピクサーのアニメ映画「カーズ」の登場車両「ドック・ハドソン」はユニックが初期に手掛けたファビュラス・ハドソン・ホーネットそのものであり、またシリーズ3作目の「カーズ/クロスロード」には彼をモチーフとしたキャラクター、スモーキーが主要人物として登場する。映画「タラデガ・ナイト オーバルの狼」で主人公「リッキー・ボビー」の愛車として登場する1966-67年式シェベルは、フロントフェンダーにスモーキー・ガレージのロゴがなく、赤いピンストライプが車体側面に描かれており、スチールホイールの形状も異なるという幾つかの違いこそあるが、黒地に金のツートーンカラーと#13のカーナンバーは、明らかに1967年のデイトナ500予選で不正を行いつつも速度記録を更新したユニックの車両のパロディでもある。
2016年には、ユニックの没後15周年を記念してジャーマイン・レーシングが、カーナンバー#13のGEICOシボレー・SS、ケイシー・メアーズ車を、1967年のユニックの車両と同じ黒地に金のツートーンカラーに塗り替え、2016年のボージャングル・サザン500に出走、トップから2周遅れの25位完走でレースを終えている。同チームは2008年以降#13をメアーズ車のカーナンバーとして継続して使用しており、他チームも様々な時代のNASCARレジェンドのカラーリングを用いる中、ユニックを顕彰する目的で彼と同じカラーリングを採用した。
この車両の出走に際しては、ユニックの娘が「父の功績がNASCARの若いファン達にも、より広く知られる事を願っています」という趣旨の感謝のコメントを寄せている。また、ジャーナリストのトム・ジェンセンが記述するところによれば、ユニックは1950年代末のストックカーシーンにスーパーチャージャーを初めて持ちこんだ人物でもあったという。ユニックは当時提携していたポンティアックのトランスミッションのベルハウジングに内蔵させる形で、フライホイールとクラッチのプレッシャープレートによって駆動力を得る特製のスーパーチャージャーを装着していたという。ユニック本人の談では主催者による車両検査の後、他の人間が全て帰宅した後で自分一人で徹夜で取り付けの作業を行ったが、「主催者どころかスモーキー・ガレージのクルーですらも、それが過給機である事に誰も気がついてはいなかったし、構造や動作原理を理解できる者も自分自身以外世界に誰一人としていなかった」と述懐していたという。

## 顕彰
ユニックは国際モータースポーツ殿堂に初年度の1990年に殿堂入りを果たしている 。そして米国モータースポーツ殿堂入りも2000年に達成したほか、米国全土および世界各国の30以上の殿堂に顕彰されている。彼の個人的な所有物であったハットやパイプ、ブーツ、エンジンなどのいくつかはスミソニアン博物館の「レースの歴史」にて展示されている。これらの展示物のほとんどが彼の家族による寄贈である。
その他にもユニックはNASCARの「メカニック・オブ・ザ・イヤー」に2度に渡り選出されている。

### 発明
ユニックは発明家として9つの米国特許を取得している。
| 特許番号  | 提出年月日     | 主題                                             | 概要 |
| --------- | -------------- | ------------------------------------------------ | --- |
| 4,068,635 | 1978年1月17日  | 圧力ベント                                       | 左右シリンダーバンクヘッドカバーのクランクケースブリーザーを連結して圧力を均一にして大気開放を行う事で、オイルの潤滑性を損なうことなくケース内の換気を行える機構。                                                           |
| 4,467,752 | 1984年8月28日  | 内燃機関                                         | 2バルブの燃焼室に合わせて陰陽模様に彫り込まれたピストンヘッドにて、シリンダー内に乱流を引き起こすアイデア。 |
| 4,503,833 | 1985年3月12日  | 内燃機関のための装置および動作方法               | エキゾーストマニホールドとターボチャージャーのタービンハウジングの熱で吸気予熱を行う事で、高い熱効率を得られるキャブターボエンジン。                                                                                         |
| 4,592,329 | 1984年6月21日  | 内燃機関のための装置および動作方法               | 4,503,833と内容は同じ。インタークーラーとは逆の論理を実践したものである。当時のキャブターボではインタークーラーにより加圧混合気のガソリンが再度液化されてしまう事が技術上の問題となっていた。                                |
| 4,637,365 | 1984年10月22日 | 燃料調節装置および方法                           | 4,503,833でも使われている排気管の熱で過給された混合気を予熱する機構。 |
| 4,862,859 | 1988年3月2日   | 内燃機関のための装置および動作方法               | 4,592,329と内容は同じ。この機構はエンジン内部の加工を必要としないため、ユニックは極めて古い設計のエンジンを近代的な排ガス規制に適合させるための手段の1つとして捉えていたようである。                                         |
| 5,246,086 | 1991年3月15日  | オイル交換システム及び動作方法                   | オイルフィルター付近に逆止弁を用いたオイル補充口を設ける事で、ウエットサンプやドライサンプを問わずエンジン内の全てのエンジンオイルの交換作業ができる機構。フィルタ交換直後のドライスタートの予防も意識されていたようである。 |
| 5,515,712 | 1994年6月17日  | 内燃機関の試験装置および動作方法                 | エンジンに電動機を連結し、電動機で任意の回転数を維持する事でエンジンオイルのより正確な性能評価や補機類の可動状態の目視試験を行える装置。                                                                                     |
| 5,645,368 | 1996年5月29日  | レーストラックにおけるクラッシュバリアおよび方法 | 古タイヤと合板を用いたタイヤバリアおよび、デイトナで最も事故率の高いグランドスタンド前のターンに面した観客席を立体化する事でレーサーと観客双方の安全を確保する構造を備えたトライオーバルコースの構造概略。                   |

補足：最後の特許番号5645368のオーバルコースはピットレーン直上も立体化された観客席となっており、観客はフィニッシュライン直下の地下道を通ってグランドスタンドとピットスタンドを往来できるようになっている。この地下道はオフィシャルが走行車両のタイヤの表面状態を計測や目視し、異状が見られる車両には事前に警告を発するための機能も有している。ユニック自身はデイトナ級のハイバンク・スーパースピードウェイでCARTスペックのインディカーを走行させる、インディ500やCARTにおけるフォンタナ戦をも越える超高速レースが計画された場合を想定してこの特許を立案していたようで、この年から分裂状態になったCARTとIRLを再統合し、アメリカン・レーシング・リーグ(ARL)なる名称で再出発させるべきという構想を本特許内で記述している。なお、特許の提出日はCARTスペックのターボマシンで戦われた最後のインディ500である1996年のインディ500決勝日の3日後であるが、ユニックの構想に反してIRLは翌年から2011年まで自然吸気エンジンへ移行し、インディ500の平均周回速度も20km/h以上低下していった。その後2008年のチャンプカーとの再統合を経てターボエンジンが復活した2012年以降も、平均周回速度は1996年の水準(時速230マイル=370km/h以上)には未だ戻っておらず、1996年のインディ500にて記録されたアリー・ルイエンダイクの予選周回速度(毎時236.986マイル。非公式ではあるが予選2日目には毎時237.336マイルも記録)は、2000年のCARTシーズンにてジル・ド・フェランがマルボロ500(カリフォルニア州フォンタナ、オートクラブ・スピードウェイ)予選で記録した毎時241.428マイルと合わせ、今も破られぬ金字塔となっている。

## 技術的成果
ユニックの革新的な発明はレースの世界だけに留まらず、可変レシオパワーステアリング、延長された電極を持つスパークプラグ、逆方向に流れる水冷システム、高い霧化効率を持つキャブレター、生産には至らなかったものの断熱過程の概念を採り入れたエンジンや、各種のエンジンテスト用装置、そしてNASCARのビル・フランスが最後まで導入に反対し続けた廃タイヤ製のセーフティウォールを持つレーストラック等である。彼は実際に特許の取得に至った上記9つも含めて通算12の特許を申請している。彼は化学合成油や新エネルギーについての実験も行っており、水素、天然ガス、風車、ソーラーパネルを用いたほか、エクアドルにて自ら金鉱や石油の開発にも携わった。

## 著述者として
ユニックは1960年代から1970年代に掛けて『ポピュラーサイエンス』誌に「Say, Smokey」というコラムを連載していた。それは彼自身が手掛けた車両に対する読者からの技術的な質問に対する回答や、読者の車両の性能向上のための助言などで構成されていた。彼はまた『サークルトラック』誌にも連載を持ち、2001年1月には自伝である『Sex, Lies & Superspeedways』を上梓した。この本のオーディオブック版はユニックの長年の友人であったジョン・デロリアンが語り手を務めた。
ユニックは1984年には「Smokey Yunicks Power Secrets」も出版している(ISBN 0931472067)。

## 遺産
ユニックの死後、彼の店は本人の遺言によりオークションに掛けられた。彼は生前、友人でもありNHRAにおいて数多くの速度記録を打ち立てた伝説的なドラッグレーサーでもあるドン・ガーリッツとの交流を通じて、博物館を設置して維持する難題をよく理解していたし、家族に自分の死後その様な重荷を背負わせたくもなかった。また、「金遣いの荒い人間(ハイ・ローラー)」に自身の評価を好き勝手に操作されるような事も望んでいなかった。代わりに彼は自身の工具や機材、エンジンや部品をそれを本当に必要とする人の手に渡る事を望み、死の直前まで多くの不動車両を稼働状態に復元する作業を引き受けた。そしてオークションの収益はモータースポーツの革新的な試みに資金提供するためのファンドへと寄付された。

## モータースポーツでの成績

### NASCAR
(key) (太字 -  予選タイムによるポールポジションの獲得、斜体 -  ポイントスタンディングおよび練習走行タイムによるポールポジションの獲得 * -  最多ラップリードの獲得)

#### グランド・ナショナル・シリーズ
| 1952 | トーマス・レーシング | 9 | ハドソン | PAB | DAB | JAC | NWS | MAR | CLB | ATL | MGR | LAN | DAR | DAY | CAN | HAY | FOM | OCC | CLT | MSF | NIF | OSW | MON | MOR | SOB | MCF | ASW | DAR | MGR | LAN | DAY | WIL | OCC | MAR | NWS | ATL | PAB 18 | 147th | - |

なお、非公式のエキシビジョンレースであるが、スモーキー・ガレージ閉店後の1991年に、NASCARスプリント・オールスターレースのサポートレースである「ウインストン・レジェンド」にカーナンバー#47のポンティアック「スモーキーの一番クソッタレなガレージ」号で出走、24周目でエンジントラブルによりリタイヤしている。

## 語録
彼は主催者や他チームとの騒動の中で、次のような語録を残している。
- 「不正ってもんが存在する限り、それが無くなる事は絶対無えだろう。それが首尾よくやるためのただ一つの道であり、タネを知ってるのはたった一人だけなんだからな。」
- 「レーサーってのは2通りしかいねえよ。詐欺師と敗者のな。」
- 「てめえがやってるのはクルマの競争じゃねえ。ルールブックの競争だろうが！」
- 「もしお前さんがガラガラヘビとイチャつきてえなら、ガラガラヘビの事を良く知っておくこったな」